# Impatiens xanthocephala
Impatiens xanthocephala är en balsaminväxtart som beskrevs av W. W. Smith. Impatiens xanthocephala ingår i släktet balsaminer, och familjen balsaminväxter. Inga underarter finns listade i Catalogue of Life.